# 扁耳玉螺
扁耳玉螺（学名：Sinum incisum）是异足目玉螺科广口玉螺属的一种。

## 分佈
主要分布于中国大陆、台湾，常栖息在100米深的海底、潮下带。

## 外部連結
- 維基物種上的相關：扁耳玉螺